# Ивета Мукучян
Ивета Мукучян (на арменски: Իվետա Մուկուչյան е арменска певица и модел. Ще представи Армения на Евровизия 2016 в Стокхолм, Швеция.

## Ранен живот
Ивета Мукучян е родена на 14 октомври 1986 г. в Ереван, Армения. Ходи на детска градина в Ереван. Нейното семейство се мести в Германия през 1992 г. Ходи на училище в Германия и от 1998 г. до 2006 г. посещава католическото училище в Хамбург.
През 2009 г. се връща в Армения и остава там, въпреки трудностите, които изпитва. Мукучян започва да учи джаз пеене в ереванската консерватория.

## Кариера

### 2010 – 12: „Hay Superstar“ и „Гласът на Германия“
Мукучян участва в четвъртия сезон на „Hay Superstar“ през 2010 година и стига до пето място. През 2012 година взема участие във втория сезон на „Гласът на Германия“ и е в отбора на Ксавиер Найдо. Същата година списанието „El Style“ я нарежда на първо място за най-красивата арменка.

### 2015 – 16: Песенен конкурс „Евровизия“
Мукучян ще представи Армения на Евровизия 2016 в Стокхолм, Швеция.